# Vertrouwen
Vertrouwen är ett k-märkt fraktfartyg.
Vertrouwen byggdes 1910 av A. Smith i Groningen i Nederländerna som en tjalk. Hon såldes till Sverige 1918 med hemmahamn på Öland. Hon försågs med hjälpmaskin 1924 och riggades om 1928 till galeas. År 1929 köptes hon av Degerhamns kalkbruk, från 1945 Ölands Cement AB. År 1960 såldes fartyget till en skeppare i Bergkvara. Hon gick i yrkestrafik till 1972, de sista fyra åren för Skånska Cementgjuteriet som löscementfraktbåt i samband med byggandet av Ölandsbron
År 1972 köptes hon av en privatperson för att bli fritidsfartyg. Hon är numera jaktriggad. 